# Karl Christiani
Karl Wilhelm Christiani (auch Carl) (* 17. Mai 1860 in Neuhaus; † 22. April 1930 in Danzig) war ein deutscher Pfarrer und Politiker (DNVP).
Christiani war der Sohn des Bezirksamtmanns im Amt Neuhaus. Er besuchte die Gymnasien in Herford und Paderborn und studierte nach dem Abitur an den Universitäten Tübingen, Berlin und Bonn Theologie. Nach dem Studium war er zunächst zwei Jahre Lehre am Conradium in Jenkau und wurde 1888 Pfarrer. Seine erste Pfarrerstelle war in Culmsee, dann in Rheinfeld und Neuteich. 1910 wurde er Pfarrer in Trutenau und blieb bis zu seiner Pensionierung 1927 auf dieser Stelle.
In der Freien Stadt Danzig schloss er sich der DNVP an und war für diese 1920 bis 1923 Mitglied im Volkstag.